# Строганов, Сергей Григорьевич (1707)
Барон (с 1722) Строганов Сергей Григорьевич (20 (31) августа 1707 — 30 сентября (11 октября) 1756) — крупнейший горнозаводчик из рода Строгановых, действительный камергер, генерал-поручик. Заказчик строительства и первый владелец Строгановского дворца на Невском проспекте.

## Биография
Родился в Москве 20 (31) августа 1707 года. Происходил из рода Строгановых: младший сын солепромышленника, «именитого человека» Г. Д. Строганова и его второй жены Марьи Яковлевны Новосильцевой. С 1722 года — барон; с 25 ноября 1754 года — действительный камергер; 20 сентября 1754 года был пожалован генерал-лейтенантом.
В 1732 году женился на дочери московского губернатора К. А. Нарышкина Софье Кирилловне (1708—1737). Через 8 лет разделил с братьями московское наследственное имущество и через три года, 11 марта 1743 года, купил у иллирийского графа М. И. Владиславича двор вблизи Чёрной речки, где начал обустраивать загородную дачу. Также у Владиславичей была куплена мыза Матодоус (Матокса) с 588 душами.
По разделу Пермского вотчинного имения (в 1747) и соляных промыслов (в 1749) за С. Г. Строгановым состояло 16 142 крестьянина, 735 заводских мастеровых, 2150 промысловых работников, 182 служителя, Билимбаевский чугуноплавильный завод.
В 1750 году произошло разделение с братьями нижегородских имений и вскоре, 6 марта 1752 года он начал строительство Добрянского металлургического завода.
В 1754 году, окончив постройку своего знаменитого петербургского дворца, торопил сына возвращением на родину, намереваясь женить его на Анне Михайловне Воронцовой, дочери вице-канцлера, — главным образом потому, что это было желание императрицы Елизаветы Петровны и всего семейства Воронцовых.
Скончался внезапно, 30 сентября (11 октября) 1756 года. М. М. Голицын в письме сыну подробно описал смерть Строганова:
При сем же хочу тебе упомянуть о печальном случае. Барон Строганов Сергей Григорьевич умер. И кончина его жалостна. До смерти за 5 дней занемог. Чувствовал в голове и в виске боль. И то пережилася. А в последней день доктор у него был. За час до смерти осматривал его пульс и спрашивал его, не чувствует ли какой болезни. Отвечал, что ничего не чувствует. И доктор в рассуждении был, что через два дня или, по крайней, три дня может выехать. А после доктора, через час или меньше, как сидел, вдруг повалился и так скончался.
Похоронен в Александро-Невской лавре на Лазаревском кладбище (II уч.).
По отзывам современников, барон С. Г. Строганов был человек добрый и благонамеренный, любивший сына. Именно он положил основание картинной галерее Строгановых, впоследствии одной из богатейших в России.

## Семья
Его единственным наследником остался сын Александр, известный ценитель искусств, пожалованный в 1761 году Габсбургами графским титулом.
Дочь Мария (1736—после 1768) была выдана замуж (с 18 января 1758 года) за своего родственника Николая Устиновича Новосильцева (1707 — после 1775) и родила четверых детей: Сергея, Марию, Николая и Ивана.